# Memorial de la presó de Hohenschönhausen
El Memorial de la presó de Hohenschönhausen és un espai commemoratiu de Berlín-Hohenschönhausen situat a l'antic emplaçament d'un camp soviètic per a presoners creat el 1945 que després fou convertit en una presó dirigida per la STASI, la policia secreta de la República Democràtica Alemanya (RDA). Aquí van ser empresonats milers de ciutadans de la RDA que havien intentat fugir del país o que eren perseguits per les seves idees polítiques. La presó, que fou tancada l'any 1990 amb la unificació de les dues Alemanyes, és avui un centre que té l'objectiu d'investigar, d'informar i de promoure la reflexió al voltant de la repressió política de la dictadura comunista a la RDA.
Després de la Segona Guerra Mundial, els països aliats es van repartir el territori alemany en àrees d'influència. A la República Democràtica Alemanya (RDA) s'hi van instal·lar forces militars soviètiques que durant la postguerra van exercir mesures de repressió en contra dels ciutadans sospitosos d'anar en contra del nou poder. Posteriorment, es constituí el Ministeri per a la Seguretat de l'Estat (STASI) com un instrument per sostenir el sistema comunista a la RDA mitjançant el control de la població, amb 91.000 agents i 180.000 col·laboradors.